# Testimonianza pericolosa
Testimonianza pericolosa (Double Jeopardy) è un film per la televisione statunitense del 1992, diretto dal regista Lawrence Schiller. È noto anche col titolo Doppio rischio.

## Trama
Jack Hart, insegnante di Salt Lake City assiste impotente all'omicidio commesso dalla sua ex amante Lisa Burns Connelly. La ragazza, però afferma che si stava difendendo dal fidanzato violento, così viene difesa dall'avvocato Karen Hart, nonché moglie di Jack.